# Надобридень
Надобридень — фольклористичний інструментальний гурт.

## Історія
«Надобридень» — це один із перших вторинних гуртів інструментальної музики, що постав у річищі реконструктивного руху фольклорної автентики в Україні у 1980-90-х роках. Гурт створено в 1992 році за ініціативи Михайла Хая (керівник і науковий консультант) як капела інструментальної музики при кафедрі музичної фольклористики Національної Музичної Академії України. Згодом обрав собі назву «Надобридень», що означає ритуальне весільне награвання під вікнами молодої до початку весілля.

## Репертуар
Капела репрезентує виключно традиційний інструментальний репертуар із багатьох регіонів України, нагромаджений учасниками у фольклорних експедиціях і зафіксований на аудіо- та відеоносіях (ладканки й марші-коломийки з Бойківщини, «гуцулки» з Гуцульщини, «паходи» з Волині, марші й марші-козачки з Полісся; гопаки, марші й марші-польки з Наддніпрянщини, Полтавщини; подільські «Вівати», «Каперуш» тощо). Гурт послуговується автентичним народним інструментарієм.

## Учасники
Більшість учасників — випускники НМАУ. Склад завжди відповідав традиціям української народної інструментально-гуртової гри, зокрема троїстим музикам: С. Охрімчук (скрипка), М. Хай (скрипка-втора, бас, ліра, спів), О. Кабанов (бубон, бухало, решітко), Г. Охрімчук (бурдонові цимбали, бубон, спів). Виконуються також приспівки до танців. Від «Надобридня» «відбрунькувався» гурт «Буття» (родина Бутів). Учасник міжнародних фестивалів в Україні («Київська Русь» — 2002 та 2004, «Країна мрій» — 2004 та ін., фольклорна номінація Всеукраїнського фестивалю «Червона Рута» — 2011), Польщі (Фестиваль української культури Сопот — 2005), Німеччині (XXI Міжнародному фестивалі ліри та дуди у Лізберзі — 2004, Ортенберґ — Франкфурт на Майні). Записав компакт диски української народної музики.
«Школу» «Надобридня» опанували також музики молодшої ґенерації - Ю. Шевченко, Т. Капущак, Н. Благодир, В. Тринчук, І. Соловко (скрипка), Ю. Кондратенко (бас), С. Постольніков (скрипка, цимбали), О. Вовк (цимбали), Є. Шульга (бухало, бубон, решітко). Методику реконструкції гри сповідують інші гурти Києва, Кіровограда, Рівного, Львова: «Буття» (кер. О. Бут), «Гуляйгород» (кер. С. Постольніков), «Родовід» (кер. Ю. Кондратенко) та ін.
Михайло Хай — доктор мистецтвознавства, професор

## Дискографія
- CD — Капеля інструментальної музики Надобридень. — К.: 2004. — Арт-Велес / Арт-Екзистенція
- Українська традиційна музика. Фестиваль «Київська Русь». -К.: 2004. -№ 9. — Арт-Екзистенція — Арт-Велес
- Капеля інструментальної музики «Надобридень». — Дрогобич: 2009. — УЕЛФ
- Ukrainische Drehleier — und Kobzaren musik. — Lißberg, 2004. — Kapelle «Nadobryden» («Alles Gute!»). — №№ 8-10.